# Zygmunt Grudziński (zm. 1653)
Zygmunt Grudziński herbu Grzymała (ur. ok. 1568 lub 1572, zm. 1653 w Złotowie) – wojewoda kaliski w latach 1628–1652, wojewoda inowrocławski w latach 1621–1628, kasztelan międzyrzecki w latach 1618–1621, kasztelan biechowski w latach 1617–1618, kasztelan nakielski w latach 1615–1617.

## Życiorys
Był synem kasztelana nakielskiego Stefana Grudzińskiego i Jadwigi Grudzińskiej z Cerekwickich.
Studiował w Lipsku w 1587 roku.
Wytoczył pozwy Stanisławowi i Marcinowi Lanckorońskim.
Sprawował funkcję marszałka w 1613 i wybrany został posłem sejmiku średzkiego na sejm. Jego zmumifikowane ciało spoczywa w krypcie kościoła farnego w Złotowie.
Był bratem czeskim, na łożu śmierci dokonał konwersji na katolicyzm.